# Książ (Wałbrzych)

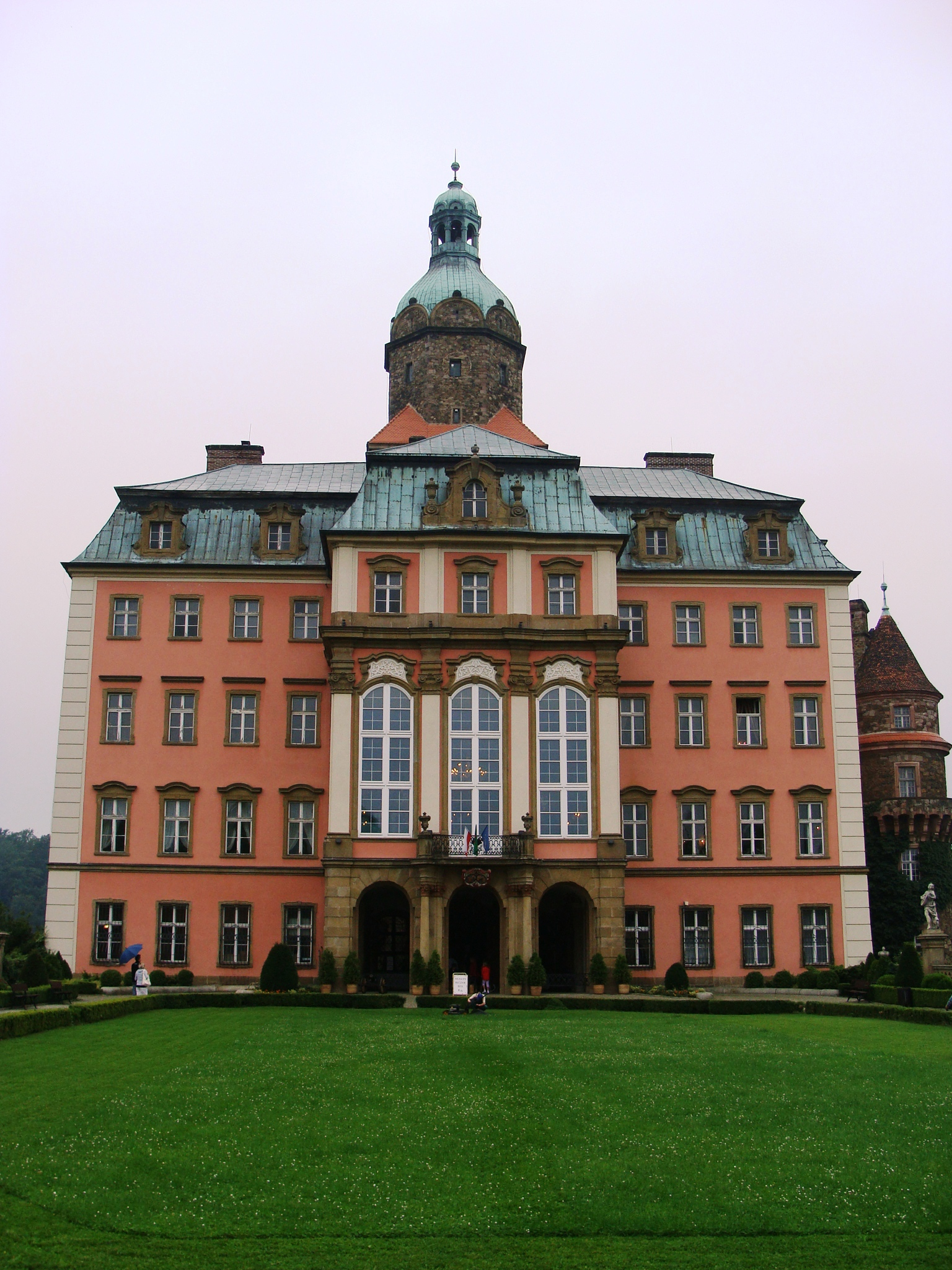
Schloss Fürstenstein

Książ (deutsch: Fürstenstein, schlesisch Ferschtensteen) ist ein Stadtteil der Großstadt Wałbrzych (Waldenburg) in der Woiwodschaft Niederschlesien in Polen.
Als Folge des Zweiten Weltkriegs fiel Fürstenstein 1945 wie fast ganz Schlesien an Polen und wurde in Książ umbenannt. Die deutsche Bevölkerung wurde, soweit sie nicht vorher geflohen war, vertrieben. Die neu angesiedelten Bewohner waren teilweise Zwangsumgesiedelte aus Ostpolen, das an die Sowjetunion gefallen war. 1973 wurde Książ in die Stadt Wałbrzych eingemeindet.